# Primera División de Chile 1994
El Campeonato Nacional de Fútbol de la Primera División de 1994 o Campeonato Banco del Estado de Chile, fue la temporada número 62 de la primera categoría del fútbol profesional chileno.
Cabe destacar que este campeonato es considerado para muchos expertos e aficionados del fútbol, como una de las mejores temporada de la competición, por las interminables disputas entre las Universidades de Chile y Católica, también se destaca las electrizantes jugadas de algunos equipos como los primeros ya mencionados.
El campeón del torneo fue Universidad de Chile, que logró su octava estrella y el primer campeonato desde la temporada 1969 luego de 25 años.
En el torneo participaron 16 equipos, que jugaron en dos rondas en un sistema de todos-contra-todos.

## Desarrollo del torneo
Esta competición fue una de las más electrizantes de la historia, no solo por la disputa constante del primer puesto entre las Universidades. Se trató también del duelo de goleadores entre Alberto Acosta (la estrella argentina de la UC, que hizo una notable dupla con Néstor Gorosito) y un nuevo producto del centro formativo de la U: Marcelo Salas. Aparte de esto, debe destacarse la producción ofensiva de los equipos, que dio paso a sorprendentes goleadas, como el 8-1 propinado por la UC a Everton o el 10-1 de la misma UC sobre Palestino. Entre los otros equipos, también es destacable la goleada de 8-1 que Cobreloa le propinó a O'Higgins en Calama, o el polémico 7-1 de Palestino sobre Rangers en el Estadio Fiscal de Talca.
Colo-Colo se sumió también en una grave crisis tras la exitosa era de Mirko Jozic, que lo hizo tambalear en la tabla de ubicaciones. A la derrota con su clásico rival (3-1 con la U), se agregaron derrotas ante Cobreloa, Universidad Católica, Provincial Osorno y Deportes Temuco, además de empates que finalmente lo dejaron en un discreto cuarto lugar, siendo superado por las universidades y O'Higgins. Durante este año, el cuadro albo contó con tres distintos entrenadores: Vicente Cantatore, Eddio Inostroza e Ignacio Prieto.
La pelea entre las universidades por el título se mantuvo hasta la última fecha. Comenzó la UC con un liderazgo que cada vez se fue acentuando más, hasta quedar en la séptima fecha como líder y superar por cuatro puntos a la U, que había perdido 3-0 con O'Higgins en Rancagua, liderato que se confirmó en la fecha siguiente, cuando ganó 1-0 a la propia U (incluso jugando con nueve hombres tras la expulsión de Nelson Parraguez por doble amarilla y Acosta por agresión a Musrri). Sin embargo, a partir de esta debacle que coincidió con la marcha de Arturo Salah al Monterrey mexicano y la llegada de Jorge Socías, más conocido como el 'Lulo', dio inicio a una espectacular remontada, que pasó a ser una ilusión real luego de que la UC cayese sorpresivamente por 2-1 con Regional Atacama (la revelación del torneo), en Copiapó. Las universidades finalmente se encontraron a principios de diciembre en la fecha 27, cuando la U, con un polémico gol de Marcelo Salas, que hasta el día de hoy genera dudas en cuanto a si el delantero estaba en posición de adelanto, ganó 1-0 a la UC, en un encuentro que significó, la inhabilitación del árbitro Carlos Robles, para dirigir a los cruzados, al ser acusado por la directiva de Católica.
A partir de entonces, ambos cuadros no se dieron tregua, hasta la última fecha. El sábado 17 de diciembre, Católica enfrentó a O'Higgins y la goleó 5-1 en San Carlos de Apoquindo con tres goles de Acosta, alcanzando a la U en la tabla de posiciones. Al día siguiente (domingo 18 de diciembre) la U debía jugar como visitante ante un Cobresal que todos pensaban que desaparecería. En teoría, el partido parecía fácil, pues Cobresal sería el equipo que acompañaría a Rangers en la Segunda División el año siguiente. Sin embargo, el cuadro minero salió a jugar de igual a igual, y se puso en ventaja con un gol de Adolfo Ovalle. En el minuto 78, un penal a Salas es transformado por Patricio Mardones en gol, dándole su primer campeonato a la U en un cuarto de siglo y desatando los festejos azules en todo el país.
Además, durante el torneo hubo acusaciones de soborno en diferentes partidos. Es así como en la última fecha Palestino visitaba al ya descendido Rangers en Talca, con la obligación de obtener una goleada para evitar la Liguilla de Promoción, y enviar a dicha instancia a Coquimbo Unido. El partido terminó con un resultado de 7-1 a favor del cuadro de colonias, alcanzado a los coquimbanos en la tabla, condenando al conjunto pirata a defender su plaza en Primera División en la Liguilla ante Colchagua. Los coquimbanos reclamaron el soborno, que nunca se pudo comprobar. Mientras que Antonio Vargas, director técnico de Rangers declaró que "El equipo era tan malo y con tantas deficiencias cualitativas que (el resultado) no me sorprendió en lo más mínimo".

## Ascensos y descensos
| Pos  | Ascendidos de la Segunda División de Chile 1993 |
| ---- | ----------------------------------------------- |
| 1°   | Cobresal                                        |
| 2°   | Rangers                                         |
| LIG. | Regional Atacama                                |

| Pos  | Descendidos en la temporada 1993 |
| ---- | -------------------------------- |
| 15º  | Deportes Concepción              |
| 16º  | Deportes Iquique                 |
| LIG. | Deportes Melipilla               |

## Equipos por región
| Región               | N.º | Equipos                                                                           |
| -------------------- | --- | --------------------------------------------------------------------------------- |
| Región Metropolitana | 5   | Colo-Colo, Palestino, Unión Española, Universidad Católica y Universidad de Chile |
| Antofagasta          | 2   | Cobreloa y Deportes Antofagasta                                                   |
| Atacama              | 2   | Cobresal y Regional Atacama                                                       |
| Coquimbo             | 2   | Coquimbo Unido y Deportes La Serena                                               |
| Valparaíso           | 1   | Everton                                                                           |
| O'Higgins            | 1   | O'Higgins                                                                         |
| Maule                | 1   | Rangers                                                                           |
| Araucanía            | 1   | Deportes Temuco                                                                   |
| Los Lagos            | 1   | Provincial Osorno                                                                 |

|
| Universidad de Chile Colo-Colo Universidad Católica Unión Española Palestino |

## Tabla de posiciones
| Pos | Equipo               | PJ | PG | PE | PP | GF | GC | Dif | Pts |
| --- | -------------------- | -- | -- | -- | -- | -- | -- | --- | --- |
| 1   | Universidad de Chile | 30 | 21 | 7  | 2  | 71 | 28 | 43  | 49  |
| 2   | Universidad Católica | 30 | 21 | 6  | 3  | 84 | 26 | 58  | 48  |
| 3   | O'Higgins            | 30 | 13 | 13 | 4  | 45 | 38 | 7   | 39  |
| 4   | Colo-Colo            | 30 | 12 | 12 | 6  | 52 | 34 | 18  | 36  |
| 5   | Cobreloa             | 30 | 10 | 13 | 7  | 61 | 48 | 13  | 33  |
| 6   | Regional Atacama     | 30 | 13 | 5  | 12 | 51 | 41 | 10  | 31  |
| 7   | Unión Española       | 30 | 14 | 3  | 13 | 55 | 49 | 6   | 31  |
| 8   | Deportes Temuco      | 30 | 10 | 11 | 9  | 44 | 38 | 6   | 31  |
| 9   | Deportes Antofagasta | 30 | 11 | 6  | 13 | 36 | 45 | -9  | 28  |
| 10  | Everton              | 30 | 11 | 6  | 13 | 36 | 55 | -19 | 28  |
| 11  | Palestino            | 30 | 10 | 5  | 15 | 41 | 55 | -14 | 25  |
| 12  | Deportes La Serena   | 30 | 7  | 11 | 12 | 32 | 47 | -15 | 25  |
| 13  | Coquimbo Unido       | 30 | 8  | 9  | 13 | 30 | 45 | -15 | 25  |
| 14  | Provincial Osorno    | 30 | 6  | 9  | 15 | 30 | 57 | -27 | 21  |
| 15  | Cobresal             | 30 | 3  | 9  | 18 | 32 | 52 | -20 | 15  |
| 16  | Rangers              | 30 | 2  | 11 | 17 | 27 | 69 | -42 | 15  |

PJ=Partidos jugados; PG=Partidos ganados; PE=Partidos empatados; PP=Partidos perdidos; GF=Goles a favor; GC=Goles en contra; Dif=Diferencia de gol; Pts=Puntos
|  | Campeón. Clasifica a la Copa Libertadores 1995 |
|  | Clasifica a la Liguilla Pre-Libertadores       |
|  | Juega la Liguilla de promoción                 |
|  | Desciende a Segunda División                   |

## Campeón
| Universidad de Chile           |
| Universidad de Chile 8º Título |

## Liguilla Pre-Conmebol
Clasificaron a esta instancia los equipos que terminaron 2.º y tercero en la Copa Chile 1994 a un partido único, a desarrollarse en cancha neutral, para definir al representante nacional para la Copa Conmebol 1994.
| 16 de septiembre de 1994 | Universidad de Chile | 1:0 | O'Higgins | Estadio Nacional, Santiago                                |                                                           |
|                          | Juan Carlos Ibáñez   |     |           | Asistencia: 15 000 espectadores Árbitro(s): Iván Guerrero | Asistencia: 15 000 espectadores Árbitro(s): Iván Guerrero |

Universidad de Chile clasifica a la Copa Conmebol 1994.

## Liguilla Pre-Libertadores
| Pos | Equipo               | PJ | PG | PE | PP | GF | GC | Dif | Pts |
| --- | -------------------- | -- | -- | -- | -- | -- | -- | --- | --- |
| 1   | Universidad Católica | 3  | 2  | 1  | 0  | 9  | 4  | 5   | 5   |
| 2   | Cobreloa             | 3  | 2  | 0  | 1  | 6  | 6  | 0   | 4   |
| 3   | O'Higgins            | 3  | 0  | 2  | 1  | 6  | 9  | -3  | 2   |
| 4   | Colo-Colo            | 3  | 0  | 1  | 2  | 4  | 6  | -2  | 1   |

PJ=Partidos jugados; PG=Partidos ganados; PE=Partidos empatados; PP=Partidos perdidos; GF=Goles a favor; GC=Goles en contra; Dif=Diferencia de gol; Pts=Puntos
|  | Clasifica a la Copa Libertadores 1995 |

## Liguilla de Promoción
Clasificaron a la liguilla de promoción los equipos que se ubicaron en 3° y 4° lugar de la Segunda División (Fernández Vial y Deportes Colchagua), con los equipos que se ubicaron en 13° y 14° lugar de la Primera División (Coquimbo Unido y Provincial Osorno). Se agrupó a los equipos en dos llaves, el 3° de la B con el 14° de Primera y el 4° de la B con el 13° de Primera. El que ganase las llaves jugaría en Primera en 1995.
Primera llave
| 20 de diciembre de 1994 | Deportes Colchagua | 1:1 (1:1) | Coquimbo Unido   | Estadio Jorge Silva Valenzuela, San Fernando             |                                                          |
|                         | E. Sepúlveda 24'   |           | 38' Jorge Cerino | Asistencia: 2.757 espectadores Árbitro(s): Enrique Marín | Asistencia: 2.757 espectadores Árbitro(s): Enrique Marín |

| 23 de diciembre de 1994 | Coquimbo Unido                           | 3:1 (3:0) (Global 4:2) | Deportes Colchagua     | Estadio Francisco Sánchez Rumoroso, Coquimbo             |                                                          |
|                         | Jorge Cerino 25', 43' · Luis Fuentes 26' |                        | 50' Eduardo Dos Santos | Asistencia: 4.620 espectadores Árbitro(s): Mario Sánchez | Asistencia: 4.620 espectadores Árbitro(s): Mario Sánchez |

Ambos equipos mantienen su categoría para el próximo año.
Segunda llave
| 20 de diciembre de 1994 | Fernández Vial | 0:0 | Provincial Osorno | Estadio Municipal, Concepción                                |  |
|                         |                |     |                   | Asistencia: 6.248 espectadores Árbitro(s): Rafael Hormazábal |  |

| 23 de diciembre de 1994 | Provincial Osorno                       | 3:0 (2:0) (Global 3:0) | Fernández Vial | Estadio Parque Schott, Osorno                             |                                                           |
|                         | Rolando Azás 40', 46' · José Ortega 43' |                        |                | Asistencia: 6.500 espectadores Árbitro(s): Eduardo Gamboa | Asistencia: 6.500 espectadores Árbitro(s): Eduardo Gamboa |

Ambos equipos mantienen la categoría para el próximo año.

## Goleadores
| Jugador                | Equipo               | Goles |
| ---------------------- | -------------------- | ----- |
| Alberto Acosta         | Universidad Católica | 33    |
| Marcelo Salas          | Universidad de Chile | 27    |
| Alejandro Glaría       | Cobreloa             | 24    |
| Malcom Moyano          | O'Higgins            | 15    |
| Luka Tudor             | Universidad Católica | 14    |
| Carlos Gustavo de Luca | Regional Atacama     | 13    |
| Juan Carlos Ibáñez     | Universidad de Chile | 13    |
| Carlos María Morales   | Unión Española       | 12    |
| Toninho                | Colo-Colo            | 12    |
| Sergio Salgado         | Cobresal             | 11    |
| Leonel Herrera         | Deportes Antofagasta | 11    |
| Carlos González        | Deportes La Serena   | 10    |
| Diego Oyarbide         | Regional Atacama     | 10    |
| Luis Castillo          | Regional Atacama     | 10    |
| Franz Arancibia        | Deportes Temuco      | 9     |
| Nelson Pizarro         | Palestino            | 9     |
| Sergio Orzuza          | Rangers              | 9     |
| Rodrigo Barrera        | Universidad Católica | 9     |
| Fernando Vergara       | Deportes Antofagasta | 8     |
| Ariel Bravo            | Cobresal             | 8     |
| Juan Quiroga           | Deportes La Serena   | 8     |
| Jorge Díaz             | O'Higgins            | 8     |
| Ricardo Rojas          | Unión Española       | 8     |

### Hat-Tricks & Pókers
Aquí se encuentra la lista de hat-tricks y póker de goles (en general, tres o más goles marcados por un jugador en un mismo encuentro) conseguidos en la temporada.
| Fecha                    | Jugador            | Goles | Partido                                      |
| ------------------------ | ------------------ | ----- | -------------------------------------------- |
| 15 de mayo de 1994       | Eric Lecaros       | 3     | Palestino vs. Cobresal                       |
| 29 de mayo de 1994       | Diego Oyarbide     | 4     | Deportes La Serena vs Regional Atacama       |
| 5 de junio de 1994       | Malcom Moyano      | 3     | O'Higgins vs Everton                         |
| 11 de junio de 1994      | Marcelo Salas      | 3     | Deportes Antofagasta vs Universidad de Chile |
| 23 de julio de 1994      | Alberto Acosta     | 3     | Universidad Católica vs Everton              |
| 3 de septiembre de 1994  | Luka Tudor         | 4     | Universidad Católica vs Palestino            |
| 21 de octubre de 1994    | Daniel Fascioli    | 3     | Cobreloa vs O'Higgins                        |
| 21 de octubre de 1994    | Alejandro Glaría   | 3     | Cobreloa vs O'Higgins                        |
| 24 de septiembre de 1994 | Marcelo Salas      | 3     | Universidad de Chile vs Provincial Osorno    |
| 8 de octubre de 1994     | Alberto Acosta     | 3     | Universidad Católica vs Rangers              |
| 12 de octubre de 1994    | Alejandro Glaría   | 3     | Cobresal vs Cobreloa                         |
| 15 de octubre de 1994    | Juan Carlos Ibáñez | 3     | Universidad de Chile vs Regional Atacama     |
| 12 de noviembre de 1994  | Alberto Acosta     | 4     | Universidad Católica vs Unión Española       |
| 5 de noviembre de 1994   | Marcelo Salas      | 3     | Cobreloa vs Universidad de Chile             |
| 10 de diciembre de 1994  | Toninho            | 3     | Colo-Colo vs Everton                         |

## Entrenadores
| Listado de Entrenadores | Listado de Entrenadores | Listado de Entrenadores | Listado de Entrenadores |
| Equipo                  | Entrenador              | Jornadas                |                         |
| ----------------------- | ----------------------- | ----------------------- | ----------------------- |
| Rangers                 | Hugo Solís              | 1.º - 11.º              |                         |
| Rangers                 | Patricio Gutiérrez      | 12.º - 15.º             |                         |
| Rangers                 | Antonio Vargas          | 16.º en adelante.       |                         |
| Colo-Colo               | Eddio Inostroza         | 1.º - 4.º               |                         |
| Colo-Colo               | Ignacio Prieto          | 5.º en adelante         |                         |
| Universidad de Chile    | Arturo Salah            | 1.º - 8.º               |                         |
| Universidad de Chile    | Jorge Socías            | 9.º en adelante         |                         |
| Palestino               | José Sulantay           | 1.º - 6°                |                         |
| Palestino               | Elías Figueroa          | 7.º en adelante         |                         |
| Deportes Temuco         | Guillermo Páez          | 1.º - 9.º               |                         |
| Deportes Temuco         | Eduardo Cortázar        | 10.° en adelante        |                         |
| Deportes La Serena      | Hugo Valdivia           | 1.º - 4.º               |                         |
| Deportes La Serena      | Iván Castillo           | 5.° - 7.º               |                         |
| Deportes La Serena      | Guillermo Yávar         | 8.° en adelante         |                         |
| Provincial Osorno       | Antonio Angelillo       | 1.º - 12.º              |                         |
| Provincial Osorno       | Juan Páez               | 13.º en adelante        |                         |
| Coquimbo Unido          | Freddy Delgado          | 1.º - 27.º              |                         |
| Coquimbo Unido          | José Sulantay           | 28.º en adelante        |                         |

## Estadísticas
- El equipo con mayor cantidad de partidos ganados: Universidad Católica y Universidad de Chile 21 triunfos.
- El equipo con menor cantidad de partidos perdidos: Universidad de Chile 2 derrotas.
- El equipo con menor cantidad de partidos ganados: Rangers 2 triunfos.
- El equipo con mayor cantidad de partidos perdidos: Cobresal 18 derrotas.
- El equipo con mayor cantidad de empates: Cobreloa y O'Higgins 13 empates.
- El equipo con menor cantidad de empates: Unión Española 3 empates.
- El equipo más goleador del torneo: Universidad Católica 84 goles a favor.
- El equipo más goleado del torneo: Rangers 69 goles en contra.
- El equipo menos goleado del torneo: Universidad Católica 26 goles en contra.
- El equipo menos goleador del torneo: Rangers 27 goles a favor.
- Mejor diferencia de gol del torneo: Universidad Católica convirtió 58 goles más de los que recibió.
- Peor diferencia de gol del torneo: Rangers recibió 42 goles más de los convirtió.
- Mayor goleada del torneo: Universidad Católica 10-1 Palestino.